# Edward John King

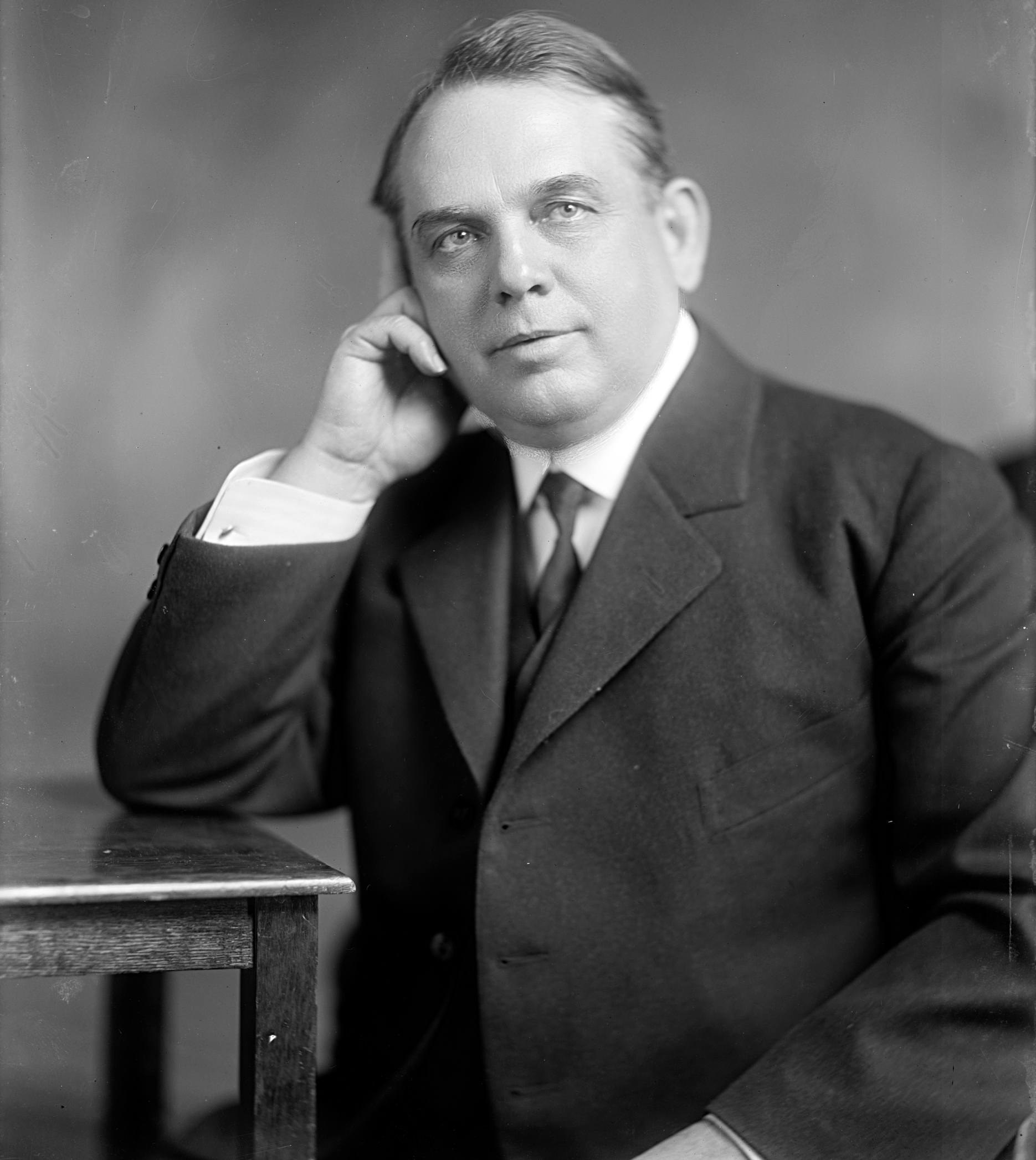
Edward John King

Edward John King (* 1. Juli 1867 in Springfield, Massachusetts; † 17. Februar 1929 in Washington, D.C.) war ein US-amerikanischer Politiker. Zwischen 1915 und 1929 vertrat er den Bundesstaat Illinois im US-Repräsentantenhaus.

## Werdegang
Im Jahr 1880 zog Edward King mit seinen Eltern nach Galesburg in Illinois. Er besuchte die öffentlichen Schulen seiner jeweiligen Heimat sowie das Knox College in Galesburg. Nach einem anschließenden Jurastudium und seiner 1893 erfolgten Zulassung als Rechtsanwalt begann er in Galesburg in diesem Beruf zu arbeiten. In den Jahren 1893 und 1894 war er juristischer Vertreter seiner Heimatstadt. Gleichzeitig schlug er als Mitglied der Republikanischen Partei eine politische Laufbahn ein. Zwischen 1907 und 1914 saß er als Abgeordneter im Repräsentantenhaus von Illinois.
Bei den Kongresswahlen des Jahres 1914 wurde King im 15. Wahlbezirk von Illinois in das US-Repräsentantenhaus in Washington gewählt, wo er am 4. März 1915 die Nachfolge des Demokraten Stephen A. Hoxworth antrat. Nach sechs Wiederwahlen konnte er bis zu seinem Tod am 17. Februar 1929 im Kongress verblieben. In diese Zeit fiel der Erste Weltkrieg. Außerdem wurden in den Jahren 1919 und 1920 der 18. und der 19. Verfassungszusatz ratifiziert. Von 1921 bis 1927 war King Vorsitzender des Ausschusses zur Kontrolle der Ausgaben des Landwirtschaftsministeriums. Zum Zeitpunkt seines Todes war er bereits für die nächste Legislaturperiode wiedergewählt worden.